# PZL I-22 Iryda
Die PZL I-22 Iryda (poln. für Iridium) ist ein polnischer Strahltrainer (Schulflugzeug), der in den 1970er-Jahren vom Luftfahrzeughersteller PZL Mielec entwickelt und gebaut wurde.

## Beschreibung
Die PZL I-22 Iryda war als Nachfolgemodell für den Strahltrainer PZL TS-11 Iskra und die Lim-6 in der polnischen Luftwaffe vorgesehen. Das Flugzeug ist ein zweistrahliger Hochdecker mit zwei hintereinander angeordneten Sitzen. Äußerlich ähnelt die I-22 stark dem französisch-deutschen Alpha Jet aus den 1970er-Jahren. Es wurden zwei Prototypen hergestellt, wobei ein Exemplar lediglich als Bruchzelle für statische Belastungsprüfungen diente. Der andere Prototyp absolvierte seinen Erstflug am 5. März 1985 und stürzte am 31. Januar 1987 während eines Testflugs ab. Ab September 1991 flogen vier weitere Testflugzeuge. Die polnische Luftwaffe erhielt zwischen 1992 und 1996 insgesamt acht I-22, obwohl seitens der polnischen Streitkräfte in Erwägung gezogen wurde, mehr als 30 Flugzeuge anzuschaffen. Mitte der 1990er-Jahre wurde schließlich das Programm wegen finanzieller und technischer Probleme eingestellt. Nur wenige Exemplare wurden von den polnischen Luftstreitkräften verwendet.
Als Triebwerke wurden mehrere Aggregate in Erwägung gezogen, wie z. B. das kanadische JT15D oder polnische Triebwerke, wie das K-15 oder D-18A.

## Technische Daten

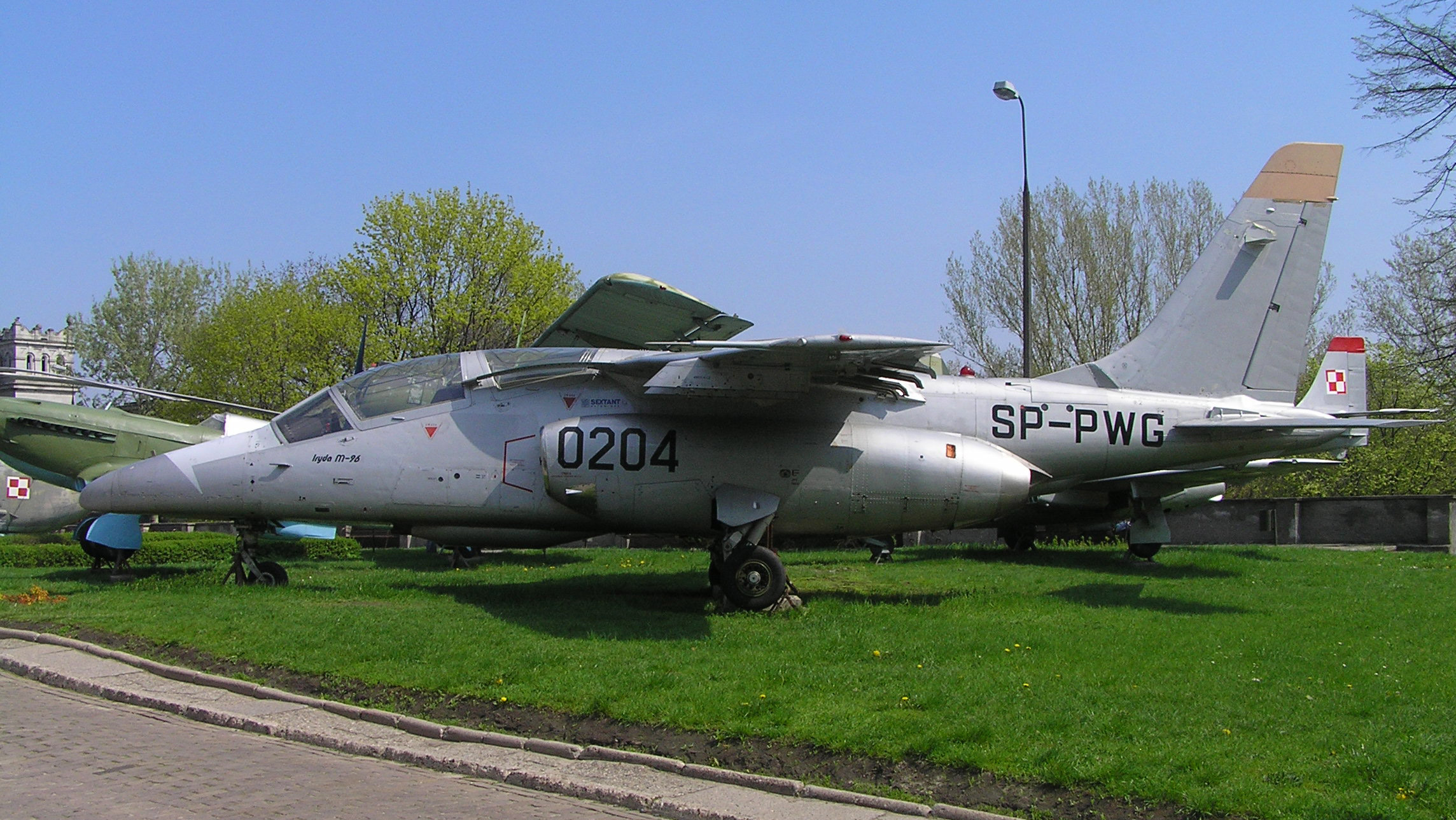
PZL I-22 Iryda im Polnischen Armeemuseum, Warschau

| Kenngröße             | Daten                                                     |
| --------------------- | --------------------------------------------------------- |
| Besatzung             | 2 (Pilotenschüler, Trainer)                               |
| Länge                 | 13,20 m                                                   |
| Spannweite            | 9,60 m                                                    |
| Höhe                  | 4,30 m                                                    |
| Flügelfläche          | 19,90 m²                                                  |
| Flügelstreckung       | 4,6                                                       |
| Leermasse             | 3.692 kg                                                  |
| max. Startmasse       | 7.493 kg                                                  |
| Höchstgeschwindigkeit | 980 km/h                                                  |
| Reisegeschwindigkeit  | 924 km/h                                                  |
| Dienstgipfelhöhe      | 12.600 m                                                  |
| Reichweite            | 1.670 km                                                  |
| Triebwerke            | zwei Turbinen-Strahltriebwerke PZL K-15, je 14,7 kN Schub |